# Tetraommatus testaceus
Tetraommatus testaceus är en skalbaggsart som först beskrevs av Francis Polkinghorne Pascoe 1857.  Tetraommatus testaceus ingår i släktet Tetraommatus och familjen långhorningar. Inga underarter finns listade i Catalogue of Life.